# 科澤利斯克
54°02′N 35°47′E / 54.033°N 35.783°E
科澤利斯克 （俄语：Козе́льск）是俄罗斯卡卢加州東南部的一个城市，距离州府卡卢加西南78公里，2002年人口19,907人。
1146年首見於文獻。